# Asking 4 It
"Asking 4 It" é uma canção da artista musical estadunidense Gwen Stefani, contida em seu terceiro álbum de estúdio, This Is What the Truth Feels Like (2016). Conta com a participação do rapper compatriota Fetty Wap, sendo lançada em 18 de março de 2016 como a nona faixa do álbum, pela Interscope Records. Foi escrita por ambos os artistas juntamente com Justin Tranter, Julia Michaels, Tor Erik Hermansen e Mikkel S. Eriksen, sendo produzida pelos dois últimos sob o nome profissional de Stargate, com Tim Blacksmith e Danny D. se responsabilizando da produção adicional.
Musicalmente, "Asking 4 It" é uma canção influenciada pelos gêneros hip hop e trap, mostrados especialmente no versos rap de Wap. Liricamente, a canção discute as dúvidas de alguém em um relacionamento, com a artista presumivelmente se referindo ao seu recente divórcio do marido Gavin Rossdale. Depois de seu lançamento juntamente com outras faixas do álbum, "Asking 4 It" recebeu análises mistas dos críticos musicais; alguns deles rotularam a canção como "incrível", enquanto outros descreveram-na como "datada" e questionaram seu posicionamento "estranho" no álbum.

## Antecedentes e lançamento
Após a recepção mediana dos singles "Baby Don't Lie" e "Spark the Fire", Stefani descartou todo o material que já tinha gravado para seu terceiro álbum de estúdio solo. A gravadora da cantora, Interscope Records, abordou-a para considerar a ideia de colaborar com novos compositores e produtores, tais como Julia Michaels e Justin Tranter, uma proposta aceita por ela. Durante suas sessões de gravação com Michaels e Tranter, Stefani ficou interessada em trabalhar com novos colaboradores. Em uma entrevista com a Entertainment Weekly, Stefani sentiu que Fetty Wap tinha "uma voz com muito caráter", então disse posteriormente para sua equipe que gostaria de colaborar com ele. Na mesma conversa, a intérprete afirmou ter se surpreendido com a colaboração devido à conflitos de agenda do rapper.
"Asking 4 It" foi escrita por Stefani, Wap, Justin Tranter, Julia Michaels, Tor Erik Hermansen e Mikkel S. Eriksen, sendo produzida pelos dois últimos sob o nome profissional de Stargate, com Tim Blacksmith e Danny D. encarregando-se da produção adicional. A faixa foi mixada por Mark "Spike" Stent, com Mike Anderson e Miles Walker tratou da gravação e monitoramento. Fetty Wap é o único artista que fez uma participação vocal e creditada no álbum. Em fevereiro de 2016, This Is What the Truth Feels Like ficou disponível para pré-venda na loja digital iTunes Store. Em 18 do mês seguinte, "Asking 4 It" foi disponibilizada para compra digital juntamente com o resto do álbum.

## Estilo musical e letra
"Asking 4 It" foi descrita como uma faixa hip hop e trap, apoiado por um verso de rap de Fetty Wap, tendo uma duração total de três minutos e trinta segundos (3:30). Um escritor da Hitsync descreveu "Asking 4 It" como "bopping, hip hop tingido [com uma] batida manchada com sintetizadores dancey". Chris Mench, do portal Complex, descreveu a inclusão de Fetty Wap como Stefani "chamando  em cima de um criador de hit modern-day", com Clara Hudson, da The Daily Free Press, chamando esse movimento como "comercial". Liricamente, "Asking 4 It" discute tópicos severos, incluindo as dúvidas do amante enquanto estava em um relacionamento; a cantora canta "Você me dá a verdade e isso é um assunto tão desconhecido", com o portal ET Online descrevendo esta parte como "uma sensual assunção da incerteza de um novo romance".
A canção foi inspirada pelo seu divórcio com o vocalista da banda Bush, Gavin Rossdale; a musicista escreveu várias canções sobre em relação a esse assunto durante as sessões de gravação para começar "um novo capítulo em sua vida". Em uma entrevista com o Matt Lauer, da Today, ela afirmou que a maioria de seus trabalhos mais recentes de estúdio discutiria seu rompimento com Rossdale. Billboard afirmou que a parte que a cantora canta "Tem certeza que você quer me amar? / Eu sei que é muita coisa para lidar comigo / Mas é o que é / Tudo faz parte da minha história quebrada" são "ultra pessoais". Em sua descrição da faixa, Glenn Gamboa do Newsday afirmou que "'Asking 4 It' ataca o coração de rádios pop", com Jillian Mapes, da Pitchfork Media, descrevendo "Asking 4 It" como "[uma] característica exclusiva do álbum em cima de uma batida pouco convincente".

## Recepção da crítica
Após seu lançamento, "Asking 4 It" recebeu análises mistas dos críticos de música contemporânea. Em uma análise altamente positiva, Leonie Cooper, da [NME]], louvou Stefani por sua "indiferente divórcio swagger" na faixa, mais tarde chamando "Asking 4 It" como um destaque do disco. Similarmente, Mesfin Fekadu, da The Washington Post, chamou a canção como um "ponto alto". Mikael Wood, da Los Angeles Times, favoreceu a faixa, rotulando esta como "incrível". Escrevendo para a Entertainment Weekly, Leah Greenblatt intitulou "Asking 4 It" como uma "cantada disfarçadamente como [uma] precaução"; além disso, Greenblatt elogiou a canção por ser um "stomper".
Em uma análise negativa para "Asking 4 It", Sal Cinquemani, da Slant, descreveu o tema como "datado" e "não mais valioso do exorcismo emocional de Stefani que o estragado "Spark the Fire" de 2014". Emily Blake, da Mashable, pensou que "Asking 4 It" seria "uma faixa hip-hop fora do lugar", com Jordan Miller, da BreatheHeavy, sentindo que a canção é "vulnerável" e desfavoravelmente previu que "provavelmente se tornará um single" no futuro. Daniel Bromfield, da Pretty Much Amazing, criticou "Asking 4 It" mas gostou da contribuição de Fetty Wap para a faixa; Bromfield disse que "é trágico como completamente [Fetty Wap] consegue ter mais destaque que Stefani", dizendo isto também para o verso do rapper, o qual sentiu que mostrou emoção, enquanto que o da cantora, não.